# Siebenkampf-Länderkampf der Frauen 1991 Deutschland – Frankreich – Großbritannien – Sowjetunion
| 7. Leichtathletik-Länderkampf mit deutscher Beteiligung 1991                            | 7. Leichtathletik-Länderkampf mit deutscher Beteiligung 1991 |
| --------------------------------------------------------------------------------------- | ------------------------------------------------------------ |
|                                                                                         |                                                              |
| Siebenkampfvergleich der Frauen Deutschland – Frankreich – Großbritannien – Sowjetunion |                                                              |
| Austragungsort                                                                          | Lage                                                         |
| Wettbewerbe                                                                             | 1                                                            |
| Datum                                                                                   | 10./11. August                                               |
| 1. URS 2. GER 3. GBR 4. FRA                                                             | 39.620 Punkte 39.415 Punkte 35.380 Punkte 35.286 Punkte      |
| Chronik                                                                                 |                                                              |
| ← GER-FRA-GBR-URS 0010kampf (M)                                                         | ESP-GER-FRA-GBR00 U23 (M/F) →                                |

Den siebten Vergleich des Länderkampfjahres 1991 trugen die Siebenkämpferinnen aus Deutschland, Frankreich, Großbritannien und der Sowjetunion parallel zu ihren männlichen Mehrkampfkollegen am 10./11. August in der westfälischen Stadt Lage an der Lippe miteinander aus. Auch für sie hatte es in dieser Konstellation zuvor noch keine Begegnung gegeben.

## Modus
Die Gesamtwertung des Länderkampfs ergab sich aus der Addition der Punktzahlen für die jeweils sechs besten Athletinnen der einzelnen Teams. Zur Teilnehmerzahl je Land gibt es keine Angaben. In den Einzelresultaten sind nur die jeweils ersten Acht sowie die weiteren deutschen Teilnehmerinnen aufgeführt.

## Ergebnis
In der Einzelwertung gab es einen sowjetischen Doppelerfolg. Auch die Ränge vier und sechs gingen an sowjetische Athletinnen. Die besten deutschen Siebenkämpferinnen belegten die Plätze drei, fünf, sieben, acht. Die bei den Männern letztplatzierte UdSSR lag in der Gesamtwertung des Frauenvergleichs mit 39.620 Punkten ganz vorn. Deutschland wurde mit 39.415 Punkten Zweiter vor Großbritannien (35.380 Punkte). Den vierten und letzten Platz belegte Frankreich mit 35.286 Punkten.

## Legende
Kurze Übersicht zur Bedeutung der Symbolik – so üblicherweise auch in sonstigen Veröffentlichungen verwendet:
| DNF   | nicht im Ziel (did not finish) |
| DNS   | nicht am Start (did not start) |
| k. A. | keine Angabe                   |

## Resultat

### Siebenkampf
| Platz | Name                 | Nation | Punkte | 100 m Hürden | Hoch- sprung | Kugel- stoßen | 200 m   | Weit- sprung | Speer- wurf | 800 m       |
| ----- | -------------------- | ------ | ------ | ------------ | ------------ | ------------- | ------- | ------------ | ----------- | ----------- |
| 01    | Marina Schtscherbyna | URS    | 6119   | 14,17 s      | 1,69 m       | 14,38 m       | 25,21 s | 6,13 m       | 47,78 m     | 2:12,46 min |
| 02    | Wiktoria Ryjowa      | URS    | 6088   | 13,83 s      | 1,78 m       | 13,36 m       | 25,03 s | 6,36 m       | 39,68 m     | 2:16,31 min |
| 03    | Bettina Braag        | GER    | 5913   | 13,79 s      | 1,84 m       | 12,01 m       | 24,13 s | k. A.        | 37,26 m     | 2:16,05 min |
| 04    | Ludmilla Michailowa  | URS    | 5903   | 13,87 s      | 1,81 m       | 11,26 m       | 24,70 s | 6,14 m       | 36,74 m     | 2:15,17 min |
| 05    | Birgit Gautzsch      | GER    | 5864   | 13,70 s      | 1,78 m       | 12,15 m       | 24,58 s | 5,78 m       | 35,44 m     | 2:19,34 min |
| 06    | Angela Antroschenko  | URS    | 5742   | 14,11 s      | 1,69 m       | 12,28 m       | 24,91 s | 5,86 m       | 39,26 m     | 2:14,37 min |
| 07    | Beatrice Mau         | GER    | 5738   | 14,25 s      | 1,63 m       | 12,60 m       | 25,26 s | 5,99 m       | 47,70 m     | 2:21,43 min |
| 08    | Christiane Scharf    | GER    | 5615   | 14,27 s      | 1,63 m       | 13,41 m       | 26,23 s | 5,73 m       | 43,06 m     | 2:16,11 min |
| 000…  |                      |        |        |              |              |               |         |              |             |             |
| 11    | Kathrin Nagel        | GER    | 5448   | 15,26 s      | 1,72 m       | 14,57 m       | 26,88 s | 5,30 m       | 50,44 m     | 2:29,86 min |
| 12    | Anke Straschewski    | GER    | 5436   | 14,89 s      | 1,72 m       | 13,23 m       | 27,15 s | 5,55 m       | 42,74 m     | 2:19,98 min |
| 14    | Marion Zillwich      | GER    | 5401   | 14,14 s      | 1,66 m       | 11,35 m       | 25,89 s | 5,86 m       | 37,68 m     | 2:23,20 min |
| 16    | Ute Niendorf         | GER    | 5339   | 14,78 s      | 1,66 m       | 12,51 m       | 25,95 s | 5,77 m       | 35,68 m     | 2:24,31 min |
| DNF   | Sylvia Tornow        | GER    | 5151   | 14,51 s      | 1,69 m       | 13,55 m       | 26,20 s | 5,30 m       | 36,44 m     | DNS         |